# Annals de Clonmacnoise
Els Annals de Clonmacnoise són una traducció del s. XVII en anglès modern primerenc provident d'una crònica irlandesa hui perduda. Els annals narren fets històrics des de la prehistòria fins a l'any 1408. L'obra és coneguda també com el Llibre de Mageoghagan, en referència al traductor Connall Mag Eochagáin de Lismoyny, que dedicà la versió al seu cunyat Toirdhealbhach Mac Cochláin al 1627. Robert Anthony Welch també va afirmar que, tot i que registra la història des dels primers temps fins al 1408, el manuscrit original s'ha perdut i sobreviu en una traducció a l'anglès que data del 1627. N'hi ha diverses còpies dipositades a la biblioteca del Trinity College de Dublín i al British Museum.
L'original perdut estava escrit en gaèlic irlandès, ja que Mag Eochagáin fa moltes referències al vell llibre irlandès que estava traduint, al marge de la desaparició d'algunes pàgines perdudes o furtades. Sembla que Mag Eochagáin feu tots els possibles per conservar la fraseologia original gaèlica.
Els Annals de Clonmacnoise prenen el nom dels manuscrits trobats al monestir de Clonmacnoise. Els autors són anònims i, tot i que hi ha dubtes que en fossen els mateixos monjos del monestir els compiladors, relaten la història d'un territori que abasta tots dos flancs del riu Shannon i famílies que habitaven l'àrea d'Uí Maine: O'Kellys, O'Rourkes, O'Molloys, O'Connors i McDermotts. El vàlua dels annals són els detalls sobre els districtes i famílies que no apareixen en cap altra crònica contemporània.

## Contingut i edicions
Han desaparegut detalls complets dels anys 1182 a 1199 i de 1290 a 1299. Al marge de la possible destrucció per incursions vikingues, també alguns sastres n'empraven les pàgines per crear patrons de mides.
La primera edició dels annals es publicà al 1896 i una segona edició va reaparèixer al 1993. Els historiadors reclamen una versió actualitzada perquè la traducció original és inadequada per als mètodes d'estudi actuals.